# Kragskovhedebanen
Kragskovhedebanen, officielt benævnt Hedebanen blev oprettet omkring 1947 af fængselsvæsenet og nedlagt i 1963, var en smalsporsbane, som var ca. syv km lang og med en sporvidde på 600 mm.
Banen løb fra Jerup vestover til lejren på Kragskovhede og nordover til Hvims/ Jennet.
På banen kørte blandt andet en skinnebus, som af den lokale befolkning blev kaldt Baskervilles hund. Primært blev der transporteret gods.

## Ekstern henvisning
- Nordjyllands jernbaner, Kragskovhedebanen Arkiveret 28. september 2007 hos  Wayback Machine